# Liste der Monuments historiques in Vulaines-sur-Seine
Die Liste der Monuments historiques in Vulaines-sur-Seine führt die Monuments historiques in der französischen Gemeinde Vulaines-sur-Seine auf.

## Liste der Bauwerke
| Bezeichnung                | Beschreibung | Standort | Kennzeichnung | Schutzstatus | Datum | Bild           |
| -------------------------- | ------------ | -------- | ------------- | ------------ | ----- | -------------- |
| Haus von Stéphane Mallarmé |              | (Lage)   | PA00087333    | Inscrit      | 1946  | weitere Bilder |

## Liste der Objekte
Zum Verständnis siehe: Kirchenausstattung
- Monuments historiques (Objekte) in Vulaines-sur-Seine in der Base Palissy des französischen Kultusministeriums